# Hold-up (film, 2011)
Pour les articles homonymes, voir Hold-up (homonymie).
Hold-Up (stylisé Hold-Up$) ou L'Embuscade au Québec (Flypaper) est une comédie policière américano-allemande réalisée par Rob Minkoff sortie le 19 août 2011.

## Synopsis
Plusieurs braquages commis par des gangs différents ont lieu simultanément dans la même banque. Un des otages tente de comprendre les raisons de cette troublante coïncidence, le charme d'une des guichetières ne lui facilitant pas la tâche.

## Distribution
- Patrick Dempsey (VF : Damien Boisseau) : Tripp
- Ashley Judd (VF : Juliette Degenne) : Kaitlin Nest, la guichetière fiancée
- Gang #1
  - Mekhi Phifer : Darrien
  - Matt Ryan : Rupert Gates
  - John Ventimiglia : Weinstein
- Gang #2
  - Tim Blake Nelson : « Petit pois » (« Peanut Butter » (Beurre de cacahuète) en V.O.)
  - Pruitt Taylor Vince : « Lardon » (« Gelly » (Gelée) en V.O.)
- Jeffrey Tambor : Gordon Blythe, le directeur de la banque
- Curtis Armstrong : Mitchell, l'informaticien
- Rob Huebel (en) : Rex Newbauer, le gestionnaire de crédits
- Octavia Spencer : Madge Wiggins, la guichetière
- Adrián Martínez : Mr Clean, le vigile
- Natalia Safran : la demoiselle suisse
- Eddie Matthews: Jack Hayes, l'agent du FBI